# Hakuto-R M1
Hakuto-R M1 war der erste Einsatz eines Hakuto-R-Mondlanders des japanischen Raumfahrtunternehmens ispace. Der Lander wurde am 11. Dezember 2022 um 07:38 Uhr UTC mit einer Falcon-9-Rakete von SpaceX gestartet, um unter anderem den Rover Raschid des Muhammad-bin-Raschid-Raumfahrtzentrums der Vereinigten Arabischen Emirate zum Mond zu befördern.
Da der Treibstoff der Sonde wegen eines Softwarefehlers noch vor Beendigung des Landemanövers verbraucht war, schlug sie am 25. April 2023 nach 88 Sekunden freiem Fall mit etwa 556 km/h auf der Mondoberfläche auf.

## Nutzlasten
Die folgenden Nutzlasten wurden auf dem Lander mitgeführt:
- Raschid: Ein Mondrover des Muhammad-bin-Raschid-Raumfahrtzentrums, welcher unter anderem die Bodenzusammensetzung und die Strahlenbelastung auf der Mondoberfläche untersuchen sollte.[7][8]

- Sora-Q: Ein kugelförmiger, zweirädriger Mondrover mit einem Durchmesser von 8 cm. Der Rover wurde durch eine Kooperation zwischen der JAXA, Takara Tomy, Sony und der Dōshisha-Universität entwickelt.[9][10][11]

- Ein Festkörperakkumulator des japanischen Unternehmens Niterra.[12]

- Mehrere 360°-Kameras des Kanadischen Unternehmens Canadensys Aerospace, welche durch das LEAP (Lunar Exploration Accelerator Program) Programm der CSA finanziert wurden.[13]

- Ein durch KI gesteuerter Flugcomputer des Kanadischen Unternehmens Mission Control Space Services, welcher durch das LEAP Programm der CSA finanziert wurde. Er sollte den Raschid Rover bei seiner Mission unterstützen.[14]

- Eine Plakette mit den Namen von Crowdfunding-Unterstützern von Team Hakuto während des Google Lunar X-Prize Wettbewerbes.

- Eine CD mit dem Song Sorato der japanischen Band Sakanaction welcher 2018 geschrieben wurde und dem Team Hakuto gewidmet war.

## Missionsverlauf

Niederenergetische Transferbahn am Beispiel von Grail-A (grün = Mond)

Einen Tag nach dem Start berichtete das Unternehmen ispace, dass eine stabile Kommunikation mit dem Raumfahrzeug, eine stabile Fluglage des Landers sowie eine stabile Energieversorgung in der Umlaufbahn vorhanden seien. Bestätigt wurde auch, dass keine Mängel in den Kernsystemen des Landers vorliegen und die für die erste Phase der Mission kritischen Betriebsbedingungen erfüllt sind.
Am 15. Dezember 2022 um 03:00 Uhr UTC schwenkte Hakuto-R in eine niederenergetische Transferbahn zum Mond ein. Dabei flog der Raumflugkörper zunächst in Richtung des Lagrange-Punkts L1 des Sonne-Erde-Systems. Am 1. Januar 2023 um kurz nach 15 Uhr UTC – Hakotu-R war zu diesem Zeitpunkt etwa 1,24 Millionen Kilometer von der Erde entfernt – leitete das ispace-Kontrollzentrum im Stadtteil Nihonbashi von Tokio ein weiteres, relativ lange dauerndes Bahnmanöver ein.
Hakuto-R kam Mitte Januar 2023 beim Lagrange-Punkt L1 an und schwenkte in einen instabilen Lissajous-Orbit um ihn ein. Nach knapp einer halben Umrundung des L1-Punkts, die etwa einen Monat dauerte und bei der Hakuto-R mit 1,4 Millionen Kilometern seine größte Entfernung von der Erde erreichte, wurde mit einem erneuten Bahnmanöver der Orbit um den L1-Punkt verlassen und der Flug zum Mond eingeleitet.
Am 16. März 2023 um 23:58 Uhr UTC führte die Sonde ihr letztes Bahnkorrekturmanöver vor dem Einschwenken in den Mondorbit durch.
Ein Manöver zum Eintritt in den Mondorbit, bei dem das Haupttriebwerk des Landers für mehrere Minuten gezündet wurde, folgte dann am 21. März 2023 um 01:24 Uhr UTC.
Hierbei handelte es sich zunächst um einen elliptischen Orbit mit einer Höhe von 100 km über der Mondoberfläche an seinem mondnächsten und 6000 km an seinem mondfernsten Punkt. Mit einem ersten Bahnkorrekturmanöver wurde der Orbit im weiteren Verlauf auf 100 × 2300 km geändert.
Beim zweiten Bahnmanöver, dem letzten vor der Landung, wurde das Haupttriebwerk am 13. April 2023 um 01:08 Uhr UTC für etwa 10 Minuten gezündet. Danach hatte Hakuto-R eine kreisförmige Umlaufbahn von 100 km Höhe.

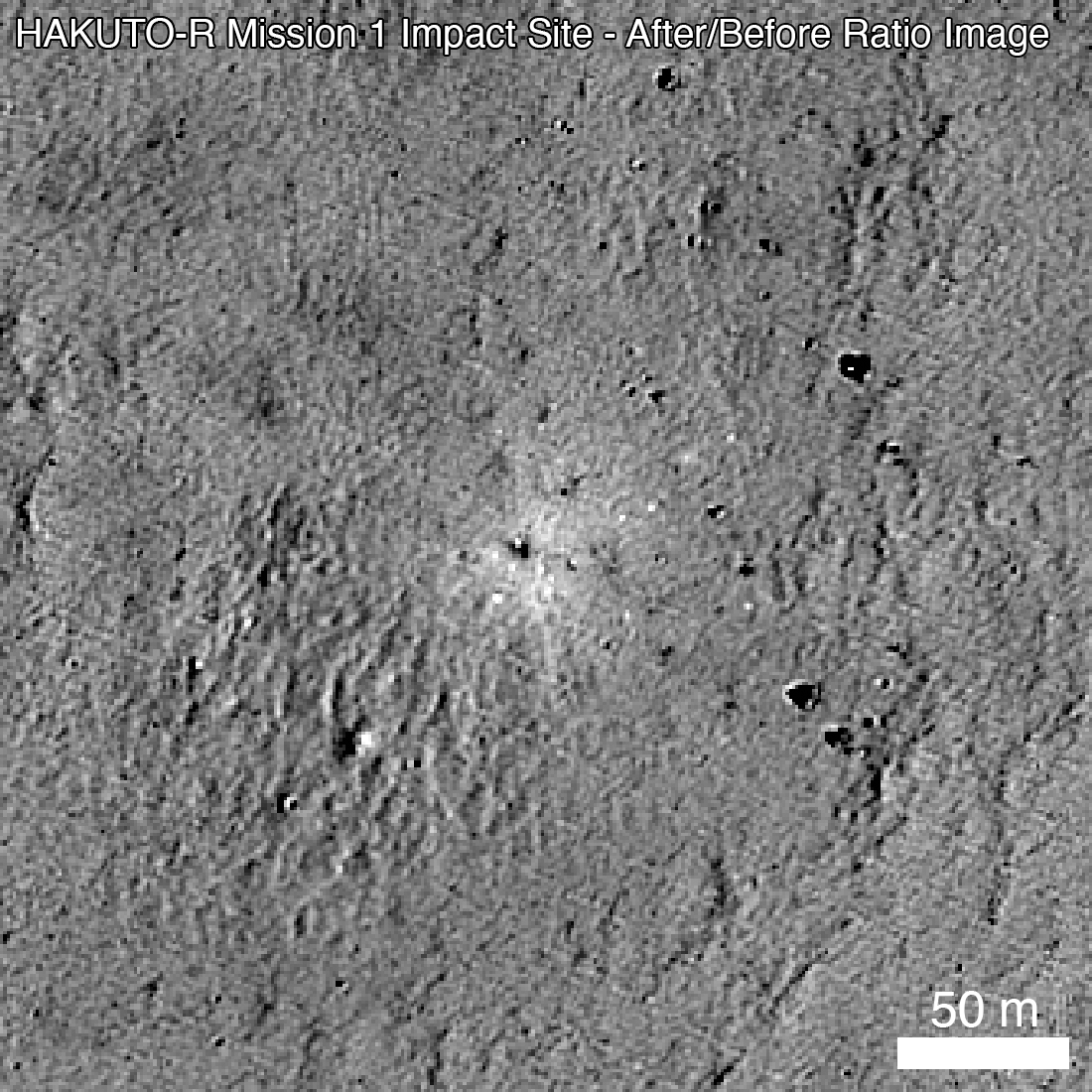
Einschlagstelle des Landers

Am 25. April 2023 um etwa 15:40 Uhr UTC wurde das etwa eine Stunde dauernde Landemanöver eingeleitet. Um 16:28:15 Uhr UTC zündete das Haupttriebwerk der mit der Unterseite voraus fliegenden Sonde, um die Orbitalgeschwindigkeit von 1634 m/s abzubremsen. Um 16:38:51 Uhr UTC drehte sich Hakuto-R, sodass das Triebwerk fast senkrecht nach unten, auf die Mondoberfläche zeigte. Um 16:43:41 Uhr UTC, mehrere Kilometer über der Oberfläche, war der Treibstoff weitgehend verbraucht, und die Sonde ging in den freien Fall über. Unmittelbar darauf wurde Hakuto-R in eine Rotation um die Längsachse von 40 Umdrehungen pro Minute versetzt. Nach 88 Sekunden freiem Fall schlug die Sonde um 16:45:09 Uhr UTC mit einer Geschwindigkeit von etwa 155 m/s bzw. 556 km/h bei 50° nördlicher Breite und 43° östlicher Länge etwas nördlich des Atlas-Kraters auf der Mondoberfläche auf.
Beim Aufprall zerbarst die Sonde in vier größere sowie mehrere kleinere Trümmer und trug auf einer Fläche von etwa 60–80 m Durchmesser Oberflächenmaterial des Mondes ab.
Wie eine Analyse der Telemetriedaten zeigte, wurde der Absturz letztendlich dadurch verursacht, dass man die Landestelle nach dem Abschluss der Missionsplanung im Februar 2021 noch einmal geändert, das daraus resultierende andere Gelände, das die Sonde nun zu überfliegen hatte, aber nicht in die nachfolgenden Simulationen und die Steuerungssoftware des Landers inkorporiert hatte. Als der Lander über den 3 km hohen Rand eines ursprünglich nicht in die Routenplanung einbezogenen Kraters flog, entsprach der von dem Laser-Höhenmesser gemessene Abstand zum Boden nicht dem Wert, den der Bordcomputer erwartet hätte. Die Software entschied irrtümlich, dass der Höhenmesser defekt war, ignorierte fortan alle weiteren Messwerte und orientierte sich nur noch an der Borduhr. Dies war eine für solche Fälle vorgesehene Maßnahme, um den Landevorgang auch bei einem Ausfall des Höhenmessers fortsetzen zu können. Als um 16:43 Uhr UTC der geplante Landezeitpunkt gekommen war – die Sonde hatte ihre Sinkgeschwindigkeit wie vorprogrammiert auf weniger als 1 m/s reduziert – entschied der Bordrechner, dass er nun die Mondoberfläche fast erreicht hatte, während er sich tatsächlich noch 5 km über dem Boden befand. Das Triebwerk lief weiter, den Lander vermeintlich die letzten Meter absenkend und auf die Meldung der Bodenkontakt-Sensoren wartend – die Sinkgeschwindigkeit von Hakuto-R war sehr langsam – bis der Treibstoff verbraucht war und der Lander in den freien Fall überging.